# جيمس ووكر (سائق سيارة سباق)
جيمس ووكر (بالإنجليزية: James Walker)‏ هو سائق سيارة سباق بريطاني، ولد في 25 أغسطس 1983 في جيرزي.

## وصلات خارجية
- الموقع الرسمي
- جيمس والكر على موقع DriverDB.com (الإنجليزية)